# Gran Premio di Russia 2021
Il Gran Premio di Russia 2021 è stata la quindicesima prova della stagione 2021 del campionato mondiale di Formula 1. La gara si è tenuta domenica 26 settembre sul circuito di Soči ed è stata vinta dal britannico Lewis Hamilton su Mercedes, al centesimo successo nel mondiale; Hamilton ha preceduto all'arrivo l'olandese Max Verstappen su Red Bull Racing-Honda e lo spagnolo Carlos Sainz Jr. su Ferrari.
È l'ultima edizione del Gran Premio di Russia, che viene cancellato nella stagione successiva a causa delle ripercussioni legate all'invasione russa dell'Ucraina.

## Vigilia

### Sviluppi futuri
Dopo la collisione avvenuta tra il pilota olandese della Red Bull Racing, Max Verstappen, e il pilota britannico della Mercedes, Lewis Hamilton, nel precedente Gran Premio d'Italia, che ha portato al ritiro di entrambi i piloti, il dipartimento di sicurezza della FIA comunica che indagherà l'incidente, dopo avere giudicato inusuale quanto accaduto. Pur essendo avvenuto a bassa velocità, e con l'Halo, dispositivo introdotto nella stagione 2018, che ha di fatto salvato il pilota della Mercedes da un potenziale infortunio di grave entità, esso passerà sotto la lente d'ingrandimento del direttore di gara Michael Masi. Successivamente la FIA fa sapere che indagherà anche sull'incidente occorso allo spagnolo della Ferrari, Carlos Sainz Jr., durante la seconda sessione di prove libere; sarà messo sotto osservazione in particolare l'allungamento delle cinture di sicurezza al momento dell'impatto.
La scuderia britannica Aston Martin annuncia l'inizio dei lavori della nuova factory, che sarà edificata sempre a Silverstone, nella regione del Northamptonshire. La durata prevista dei lavori sarà di 18 mesi, con la data di completamento che oscilla tra la fine del 2022 e l'inizio del 2023. Nel terzo quadrimestre dello stesso anno, inoltre, dovrebbe avvenire la messa in funzione di una nuova galleria del vento. I due piloti titolari della scuderia, il canadese Lance Stroll e il tedesco Sebastian Vettel, vengono confermati anche per la stagione successiva.
La Federazione annuncia che nel corso del campionato 2022 il Gran Premio di Germania non verrà disputato. Gli organizzatori, infatti, non si sentono pronti a livello economico per dare il via libera al Gran Premio. L'ultima gara, sotto questa denominazione, ebbe luogo durante la stagione 2019 sul tradizionale circuito dell'Hockenheimring, mentre l'ultimo Gran Premio corso sul suolo tedesco fu disputato durante la precedente stagione sul circuito del Nürburgring, già sede in passato di alcune edizioni del Gran Premio di Germania, ma sotto la denominazione di Gran Premio dell'Eifel, il quale debuttò nel calendario del campionato mondiale di Formula 1 con l'obiettivo di rimpiazzare Gran Premi annullati o posticipati in precedenza a causa della pandemia di COVID-19.
I lavori sul circuito di Yas Marina sede del Gran Premio di Abu Dhabi, che prevedono una modifica al layout a partire da questa stagione, proseguono rispettando la tabella di marcia. Gli organizzatori annunciano il completamento delle nuove modifiche al 50%. Il circuito sarà ancora una volta sede dell'ultima gara in questa stagione con il Gran Premio di Abu Dhabi in programma il 12 dicembre.
La McLaren comunica che Jonathan Neale, responsabile dell'ufficio operazioni del team britannico, lascerà il proprio incarico al termine di questo campionato, dopo un'esperienza durata esattamente vent'anni. Neale aveva iniziato la propria carriera a Woking nel 2001 e dal 2016 occupava questa posizione dopo la partenza di Ron Dennis.
L'ex team principal della McLaren dal 1989 al 2014, Martin Whitmarsh, dal 1º ottobre sarà il nuovo Group Chief Executive Officer dell'Aston Martin. Whitmarsh si occuperà non solo delle attività in pista e dello sviluppo, ma anche dell’applicazione sul mercato delle capacità tecniche e delle proprietà intellettuali della scuderia inglese.
A partire dalla stagione successiva la Federazione stabilisce che il Gran Premio di Monaco si articolerà nel tradizionale weekend di gara, come già avviene per tutti gli altri Gran Premi, spostando quindi le prove libere dall'attuale giornata del giovedì a quella del venerdì.
La Haas conferma l'attuale coppia di piloti, il russo Nikita Mazepin e il tedesco Mick Schumacher, anche per il campionato seguente.
Gli organizzatori del Gran Premio di Miami, il quale debutterà nel campionato 2022, con un contratto della durata di 10 anni, con la gara da disputarsi nel complesso Hard Rock Stadium di Miami Gardens, in Florida, annunciano che l'evento avrà luogo l'8 maggio.

### Aspetti tecnici
Per questo Gran Premio la Pirelli, fornitrice unica degli pneumatici, offre la scelta tra gomme di mescola C3, C4 e C5, le più morbide della gamma tra quelle disponibili.
Sono due le zone indicate dalla Federazione Internazionale dell'Automobile ove i piloti possono usare il Drag Reduction System: la prima zona è posta tra la curva 1 e la curva 2, con punto per la determinazione del distacco fra piloti posto dopo la curva 18; la seconda zona è stabilita tra le curve 10 e 13, con detection point fissato prima della curva 10.
Vari punti della pista sono stati riasfaltati: i punti riguardano l'apice della seconda curva, dall'entrata fino all'uscita della curva 15 e il tratto della pista compreso tra le curve 16 e 17.
La Federazione raccomanda ai piloti di seguire le seguenti indicazioni: in caso di mancata percorrenza della seconda curva, i piloti devono utilizzare la via di fuga esterna passando attraverso la fila di blocchi di polistirene come indicato dalle frecce, in modo da rientrare in traiettoria in condizioni di sicurezza, con il tempo sul giro cancellato dai commissari sportivi; in caso di superamento dei limiti della pista all'uscita della curva 18 i piloti vedono il tempo sul giro cancellato dagli stewards.
Prima dell'inizio della prima sessione di prove libere del venerdì sulla vettura di Charles Leclerc viene installata la quarta unità relativa al motore a combustione interna, al turbocompressore e all'MGU-H, mentre la terza unità relativa al sistema del recupero dell'energia e all'unità di controllo elettronico. Il pilota monegasco è penalizzato sulla griglia di partenza e costretto a partire dal fondo dello schieramento.
La scuderia americana Haas, spinta dal motore Ferrari, annuncia che non utilizzerà il motore potenziato messo a disposizione dalla scuderia italiana, dopo averlo installato sulla vettura di Charles Leclerc, in quanto è necessario apportare dei grossi cambiamenti sulla vettura per poterla installare. La nuova power unit è sperimentata per avere un primo responso su alcuni aggiornamenti che potrebbero essere utili anche per il motore della stagione successiva.

### Aspetti sportivi
Il Gran Premio si disputa nella sua collocazione classica in calendario, alla fine del mese di settembre. Questa edizione del Gran Premio di Russia rappresenta, per la prima volta nella storia della Formula 1, la disputa di un Gran Premio in cui viene oscurata la bandiera del Paese ospitante, in quanto vengono rispettate le restrizioni imposte dal TAS di Losanna dopo la sentenza sul doping di Stato che ha coinvolto l'agenzia antidoping russa. L'inno nazionale della nazione ospitante la gara, la Russia, non viene suonato prima della partenza. Nikita Mazepin, pilota di casa della Haas, è già costretto a correre in questo campionato da atleta neutrale usando la designazione RAF (Russian Automobile Federation) al posto della bandiera russa per la stessa ragione.
Insieme alla maggior parte delle gare corse in Europa nella parte centrale del campionato che hanno visto la presenza del pubblico sulle tribune, anche la gara russa prevede la possibilità, per i tifosi, di assistere all'evento, con la capienza massima consentita stabilita al 50%. Anche la precedente edizione, nonostante le problematiche dettate dalla pandemia di COVID-19, vide la presenza degli spettatori, comunque in numero ridotto rispetto alla capienza totale dell'autodromo.
Alla vigilia del Gran Premio di Stiria viene annunciato che il Gran Premio di Russia, a partire dalla stagione 2023, si disputerà su un nuovo circuito, l'Igora Drive, un tracciato permanente vicino alla città di San Pietroburgo, a nord del Paese, spostandosi quindi dall'attuale autodromo di Soči, costruito sulle rive del Mar Nero, nella regione del Krasnodar, appositamente per i Giochi olimpici invernali del 2014, e sede della gara proprio dallo stesso anno quando il Gran Premio di Russia debuttò nel mondiale quale prova valida per il campionato di Formula 1.
Durante la precedente edizione della gara il pilota britannico della Mercedes, Lewis Hamilton, fu penalizzato dai commissari per avere effettuato prove di partenza in zone del tracciato non stabilite dalla direzione gara. La Federazione per questa edizione ha rivisto queste indicazioni: le partenze di prova potranno essere eseguite solo immediatamente dopo le luci di uscita della corsia dei box, sul lato destro, con la vettura che deve allinearsi in fila e ripartire nell’ordine in cui è arrivata.
Alla vigilia della gara sorgono diversi dubbi riguardo al regolare svolgimento del Gran Premio. In seguito alle recenti forti piogge, il paddock e alcuni tratti che costeggiano la pista appaiono completamente allagati. Le previsioni meteo sull'area del circuito rilevano la presenza di pioggia da giovedì a domenica. La Federazione valuta lo spostamento delle qualifiche alla domenica mattina 
Il direttore tecnico dell'Alfa Romeo Racing, Jan Monchaux, esprime la necessità di rivedere il peso delle monoposto in vista della prossima stagione. Con un disegno delle vetture che comporterà un ingrandimento degli pneumatici e dei dischi dei freni, le monoposto aumenteranno inevitabilmente di peso, a tal punto che la FIA ha imposto un limite minimo di peso equivalente a 790 kg. Rispetto al campionato corrente vi sarà un aumento di 38 kg.
Brembo, azienda italiana fornitrice di impianti frenanti, festeggia gli 800 Gran Premi in Formula 1, traguardo festeggiato inoltre nell'anno del 60º anniversario dalla fondazione della storica azienda italiana, nata nel 1961. L'avventura di Brembo nella massima categoria iniziò nel 1975 con la fornitura dei soli dischi freno alla Ferrari, in cui la scuderia di Maranello, equipaggiata con questi dischi, conquistò il titolo mondiale con Niki Lauda al voltante della Ferrari 312 T. Il palmarès accumulato da Brembo conta 455 successi, pari al 57% dei Gran Premi disputati.
In questa gara, ritorna sulle vetture della Ferrari il marchio Mission Winnow, che era stato esposto precedentemente in occasione dei Gran Premi di Bahrein, la gara inaugurale della stagione, Emilia-Romagna, Portogallo, Spagna, Monaco e Azerbaigian, ma oscurato a partire dal Gran Premio di Francia fino al precedente Gran Premio d'Italia, poiché recepito dalle legislazioni locali come una forma di pubblicità indiretta al tabacco. La scuderia di Maranello torna a essere iscritta ai Gran Premi come "Scuderia Ferrari Mission Winnow".
Il pilota finlandese dell'Alfa Romeo Racing, Kimi Räikkönen, dopo avere saltato i due precedenti Gran Premi, il ritorno del Gran Premio d'Olanda e l'ultima gara corsa in Italia a causa della positività al SARS-CoV-2 e sostituito, in entrambi i casi, dal pilota di riserva della scuderia, il polacco Robert Kubica, torna regolarmente a gareggiare da questa gara.
Il pilota olandese della Red Bull Racing, Max Verstappen, è penalizzato di tre posizioni sulla griglia di partenza per avere causato una collisione con il pilota britannico della Mercedes, Lewis Hamilton, nel precedente Gran Premio d'Italia.
L'ex pilota di Formula 1 Enrique Bernoldi è nominato commissario aggiunto da parte della Federazione. Il brasiliano ha svolto in passato tale funzione al Gran Premio d'Azerbaigian. Per questo Gran Premio è la casa automobilistica inglese Aston Martin a fornire la safety car e la medical car.

## Prove

### Resoconto
Valtteri Bottas è il migliore nella prima sessione di prove libere. Il finlandese ha ottenuto un tempo inferiore di mezzo secondo a quanto ottenuto nell'analoga sessione del 2020. Ha preceduto il compagno di scuderia Lewis Hamilton, di due decimi, mentre al terzo posto di è classificato Max Verstappen, staccato di pochi millesimi dal tempo del campione del mondo.
L'olandese ha dovuto interrompere la simulazione di gara che stava effettuando per un problema alla sua power unit. Lando Norris è finito contro il muretto al rientro ai box, rompendo l'ala anteriore della sua McLaren.
Sono stati tre i tempi cancellati ai piloti per non avere percorso correttamente la curva 2, utilizzando la via di fuga esterna, durante la prima sessione di prove libere del venerdì. Si sono visti cancellare il tempo Antonio Giovinazzi, Kimi Räikkönen e Pierre Gasly.
Prima dell'inizio della seconda sessione di prove libere del venerdì sulla vettura di Max Verstappen viene installata la quarta unità relativa al motore a combustione interna, al turbocompressore, all'MGU-H e all'MGU-K, mentre la terza unità relativa al sistema del recupero dell'energia e all'unità di controllo elettronico. Il pilota olandese è penalizzato sulla griglia di partenza e costretto a partire dal fondo dello schieramento.
Bottas si conferma il più veloce, anche nella sessione del venerdì pomeriggio. Anche in questo caso il pilota della Mercedes ha preceduto il suo compagno di team, Hamilton. In questa sessione il distacco è stato di pochi millesimi. Al terzo posto è salito Pierre Gasly, che ha dovuto interrompere la sua sessione anzitempo, per avere danneggiato l'ala anteriore, passando sopra un cordolo.
Anche Hamilton è stato protagonista di un piccolo incidente: arrivando nella piazzola del box in maniera troppo rapida ha provocato la caduta di un meccanico. Antonio Giovinazzi, invece, forse per una folata di vento, ha sbattuto con forza, danneggiando il retrotreno della sua Alfa Romeo Racing. Ciò ha provato anche l'interruzione della sessione, con bandiera rossa. Daniel Ricciardo ha perso i primi minuti della stessa, per la necessità dei tecnici di sostituire la power unit. La sua scuderia ha rimontato un'unità vecchia, scongiurando il pericolo di una penalizzazione.
È stato uno il tempo cancellato per non avere percorso correttamente la curva 2, utilizzando la via di fuga esterna, durante la seconda sessione di prove libere del venerdì. Se l'è visto cancellare Sergio Pérez.
La Haas e l'Alfa Romeo Racing sono state multate rispettivamente di 1 000 e 800 euro in quanto Nikita Mazepin e Kimi Räikkönen hanno superato la velocità minima stabilita nella corsia dei box.
Al termine della seconda sessione di prove libere del venerdì, sulle vetture di Pierre Gasly, Lewis Hamilton e Max Verstappen vengono sostituite le trasmissioni. Tutti e tre i piloti non sono penalizzati sulla griglia di partenza in quanto Gasly ha usato la precedente trasmissione per sei Gran Premi consecutivi, mentre Hamilton e Verstappen non hanno concluso la precedente gara in Italia.
A causa di avverse condizioni meteorologiche, la terza sessione di prove libere del sabato viene annullata.

### Risultati
Nella prima sessione del venerdì si è avuta questa situazione:
| Pos | Nº | Pilota          | Costruttore           | Tempo    | Gap    | Giri |
| --- | -- | --------------- | --------------------- | -------- | ------ | ---- |
| 1   | 77 | Valtteri Bottas | Mercedes              | 1'34"427 |        | 25   |
| 2   | 44 | Lewis Hamilton  | Mercedes              | 1'34"638 | +0"211 | 23   |
| 3   | 33 | Max Verstappen  | Red Bull Racing-Honda | 1'34"654 | +0"227 | 13   |

Nella seconda sessione del venerdì si è avuta questa situazione:
| Pos | Nº | Pilota          | Costruttore      | Tempo    | Gap    | Giri |
| --- | -- | --------------- | ---------------- | -------- | ------ | ---- |
| 1   | 77 | Valtteri Bottas | Mercedes         | 1'33"593 |        | 19   |
| 2   | 44 | Lewis Hamilton  | Mercedes         | 1'33"637 | +0"044 | 22   |
| 3   | 10 | Pierre Gasly    | AlphaTauri-Honda | 1'33"845 | +0"252 | 22   |

## Qualifiche

### Resoconto
Prima dell'inizio della sessione di qualifica sulla vettura di Nicholas Latifi viene installata la quarta unità relativa al motore a combustione interna, al turbocompressore e all'MGU-H. Il pilota canadese è penalizzato sulla griglia di partenza e costretto a partire dal fondo dello schieramento.
La pista si presenta umida al via della sessione di qualifica, con una temperatura dell'aria di 14 °C e di 17 dell'asfalto. Non ci sono precipitazioni.
Pierre Gasly marca il primo tempo, 1'51"519, precedendo Carlos Sainz Jr.. Passa al comando l'altro ferrarista, Charles Leclerc. Il miglioramento delle condizioni della pista consente nuovamente a Gasly di abbassare il tempo e passare al comando. Antonio Giovinazzi va un testacoda, nell'ultimo settore, prima che Lewis Hamilton segni un tempo di 1'46"937, che lo porta al primo posto, davanti a Valtteri Bottas e Lance Stroll. Verstappen, penalizzato dal cambio di alcune componenti tecniche della power unit, e sicuro di dovere partire in ultima fila; fa un solo giro, senza rilievo cronometrico, e decide di non proseguire nella sessione.
Nella parte finale della Q1 fa la sua comparsa la pioggia, anche se debole, tanto che i piloti proseguono a migliorare le loro prestazioni. Bottas, come Giovinazzi, è autore di un piccolo errore, ma alla seconda curva, senza però conseguenze. Sergio Pérez sale al primo posto (1'46"455), mentre Alonso risale al quarto. In seguito è Bottas a portarsi al comando, con 59 millesimi di vantaggio su Pérez. Al termine della sessione però è Hamilton, l'altro pilota della Mercedes, a fare segnare la miglior prestazione della Q1. Non passano alla fase successiva Räikkönen, Schumacher, Giovinazzi, Mazepin e Verstappen che, di fatto, non ha segnato un tempo.
Gasly è, anche nella seconda fase, il primo a chiudere un giro, con 1'46"671. Norris porta il limite a 1'46"254, prima che Hamilton trovi ancora la miglior prestazione, in 1'46"096. Stroll si piazza alle spalle di Gasly, comunque davanti a Ocon, prima che Pérez s'intercali fra i due. Bottas, con un nuovo errore, sempre alla seconda curva, rovina il suo primo giro veloce. Vettel si piazza quarto, mentre Sainz Jr. è ottavo, alle spalle di Ocon, ma davanti a Ricciardo e Alonso. Bottas si rifà nel suo secondo tentativo: è primo con 1'45"506. Poco dopo, Hamilton è capace di recuperare la vetta dei tempi, con un decimo di vantaggio sul finlandese.
La pista è ancora in miglioramento. Hamilton lima il tempo fino a segnare 1'45"129, mentre le due Alpine si migliorano, anche se vengono precedute da Stroll. Sainz Jr. abbassa anche lui il suo tempo, così come Bottas e, ancora, Alonso, che sale al terzo posto. Vengono eliminati Vettel, Gasly (che si lamenta di essere stato bloccato da altre vetture nel suo tentativo), Tsunoda, Latifi e Leclerc. Questi due piloti, anch'essi sicuri di dovere partire dalle retrovie per alcune sostituzioni di componenti della power unit, non hanno effettuato nessun tentativo nella Q2.
Anche in Q3 i piloti optano per montare pneumatici da bagnato intermedio, anche se George Russell preannuncia, via radio, al suo team, di preparare le gomme da asciutto. Hamilton si posiziona in vetta, con il tempo di 1'44"050. Il campione del mondo precede, di 0"660, Bottas. In seguito il tempo del finlandese è battuto da Lando Norris, per soli quattro millesimi. Il canadese Stroll si piazza alle spalle del trio di testa, sopravanzando Ocon, Ricciardo, e Sainz Jr.. Pérez, con un solo giro su gomme intermedie, si piazza a otto decimi dal tempo di Hamilton, prima di scalare fino al quinto posto. Anche il duo della Mercedes tenta un secondo giro con gomme intermedie, ma senza completarlo. Hamilton, nel rientrare ai box, colpisce il muretto, rovinando l'ala anteriore.
La scelta delle gomme slick viene ora fatta da tutti i piloti, anche se Hamilton si lamenta di non riuscire a mandare in temperatura le gomme. Ci riesce, invece, Sainz Jr., che sale primo, mentre Stroll è quarto. Meglio fa Norris, che strappa la pole position allo spagnolo. Sale terzo Ricciardo, prima di essere battuto da Russell. Anche Hamilton riesce a fare meglio dell'australiano, ed è quarto.
Lando Norris conquista la sua prima partenza al palo in carriera. È il centoduesimo pilota a riuscire nell'impresa. È il più giovane pilota britannico a conquistare la pole position. Per la McLaren è la prima pole position dal Gran Premio del Brasile 2012, mentre per la prima volta dal Gran Premio del Brasile 2004 le prime tre posizioni sono occupate da una McLaren, da una Ferrari e da una Williams.
Sono stati otto i tempi cancellati ai piloti per non avere percorso correttamente la curva 2, utilizzando la via di fuga esterna, durante le qualifiche. Si sono visti cancellare il tempo Valtteri Bottas e Lando Norris (due volte), Lewis Hamilton, Nikita Mazepin, Sergio Pérez e Esteban Ocon (una volta).
Al termine delle qualifiche Daniel Ricciardo e Lance Stroll vengono convocati dai commissari sportivi in quanto il pilota australiano ha ostacolato quello canadese alla seconda curva, durante la Q1. Ricciardo riceve una reprimenda, la prima della stagione, mentre la McLaren un avvertimento.

### Risultati
Nella sessione di qualifica si è avuta questa situazione:
| Pos                         | Nº | Pilota             | Costruttore               | Q1          | Q2          | Q3       | Griglia |
| --------------------------- | -- | ------------------ | ------------------------- | ----------- | ----------- | -------- | ------- |
| 1                           | 4  | Lando Norris       | McLaren-Mercedes          | 1'47"238    | 1'45"827    | 1'41"993 | 1       |
| 2                           | 55 | Carlos Sainz Jr.   | Ferrari                   | 1'47"924    | 1'46"521    | 1'42"510 | 2       |
| 3                           | 63 | George Russell     | Williams-Mercedes         | 1'48"303    | 1'46"435    | 1'42"983 | 3       |
| 4                           | 44 | Lewis Hamilton     | Mercedes                  | 1'45"992    | 1'45"129    | 1'44"050 | 4       |
| 5                           | 3  | Daniel Ricciardo   | McLaren-Mercedes          | 1'48"345    | 1'46"361    | 1'44"156 | 5       |
| 6                           | 14 | Fernando Alonso    | Alpine-Renault            | 1'47"877    | 1'45"514    | 1'44"204 | 6       |
| 7                           | 77 | Valtteri Bottas    | Mercedes                  | 1'46"396    | 1'45"306    | 1'44"710 | 16      |
| 8                           | 18 | Lance Stroll       | Aston Martin-Mercedes     | 1'48"322    | 1'46"360    | 1'44"956 | 7       |
| 9                           | 11 | Sergio Pérez       | Red Bull Racing-Honda     | 1'46"455    | 1'45"834    | 1'45"337 | 8       |
| 10                          | 31 | Esteban Ocon       | Alpine-Renault            | 1'48"099    | 1'46"070    | 1'45"865 | 9       |
| 11                          | 5  | Sebastian Vettel   | Aston Martin-Mercedes     | 1'47"205    | 1'46"573    | N.D.     | 10      |
| 12                          | 10 | Pierre Gasly       | AlphaTauri-Honda          | 1'47"828    | 1'46"641    | N.D.     | 11      |
| 13                          | 22 | Yuki Tsunoda       | AlphaTauri-Honda          | 1'48"854    | 1'46"751    | N.D.     | 12      |
| 14                          | 6  | Nicholas Latifi    | Williams-Mercedes         | 1'48"252    | senza tempo | N.D.     | 18      |
| 15                          | 16 | Charles Leclerc    | Ferrari                   | 1'48"470    | senza tempo | N.D.     | 19      |
| 16                          | 7  | Kimi Räikkönen     | Alfa Romeo Racing-Ferrari | 1'49"586    | N.D.        | N.D.     | 13      |
| 17                          | 47 | Mick Schumacher    | Haas-Ferrari              | 1'49"830    | N.D.        | N.D.     | 14      |
| 18                          | 99 | Antonio Giovinazzi | Alfa Romeo Racing-Ferrari | 1'51"023    | N.D.        | N.D.     | 17      |
| 19                          | 9  | Nikita Mazepin     | Haas-Ferrari              | 1'53"764    | N.D.        | N.D.     | 15      |
| 20                          | 33 | Max Verstappen     | Red Bull Racing-Honda     | senza tempo | N.D.        | N.D.     | 20      |
| Tempo limite 107%: 1'53"411 |    |                    |                           |             |             |          |         |

In grassetto sono indicate le migliori prestazioni in Q1, Q2 e Q3.

## Gara

### Resoconto

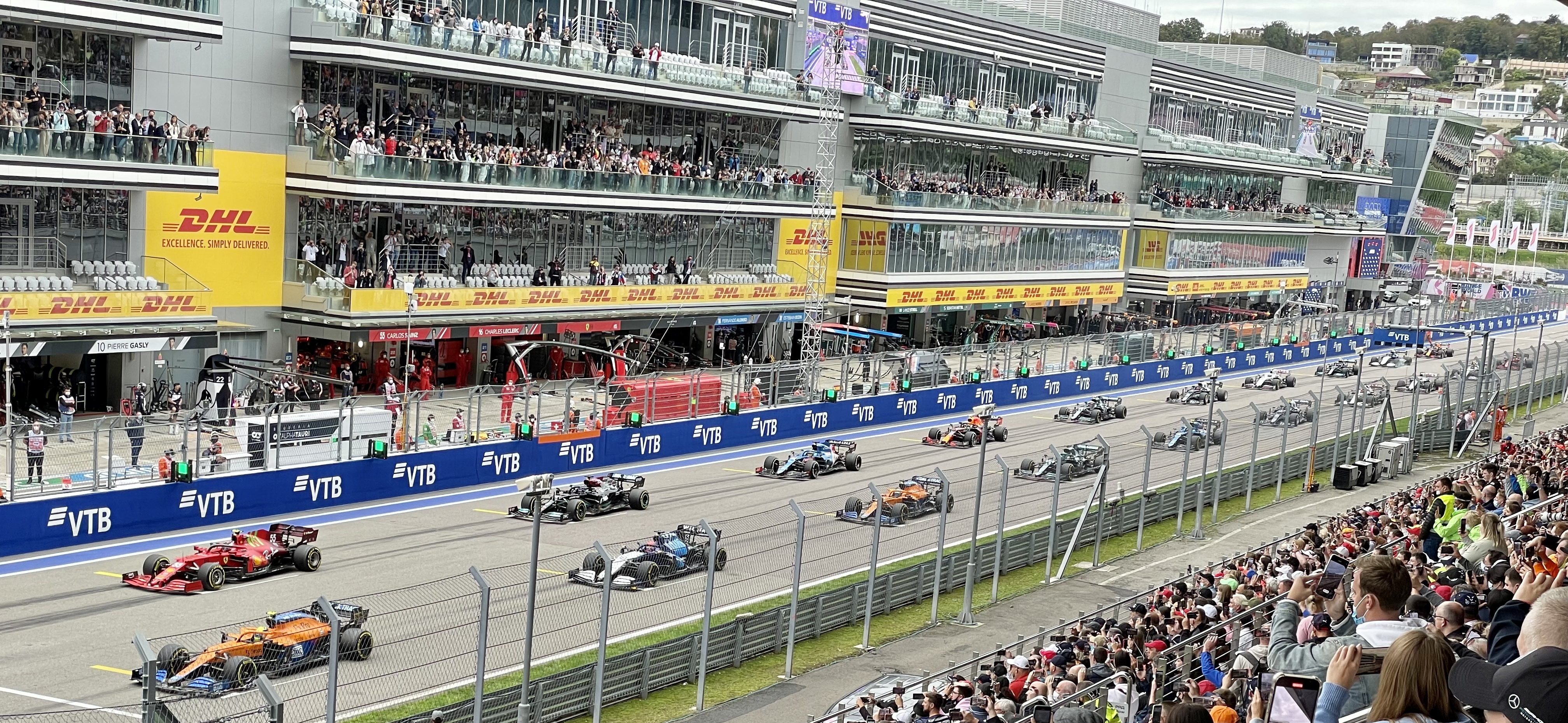
La griglia di partenza

Prima del gara sulla vettura di Valtteri Bottas viene installata la quinta unità relativa al motore a combustione interna, al turbocompressore e all'MGU-H. Il pilota finlandese è penalizzato di 15 posizioni sulla griglia di partenza. Sulla vettura di Antonio Giovinazzi viene sostituito il cambio. Il pilota italiano è penalizzato di cinque posizioni sulla griglia di partenza. La penalità non ha effetto pratico e guadagna una posizione per via di altre penalizzazioni ai piloti.
Dopo la partenza Carlos Sainz Jr. sfrutta la scia di Lando Norris, riuscendo a passarlo e portarsi al comando. Seguono George Russell, Lance Stroll, Daniel Ricciardo, Fernando Alonso, che utilizza la via di fuga esterna alla seconda curva, e Lewis Hamilton. Lo spagnolo dell'Alpine cede, nei due giri successivi, due posizioni. Max Verstappen, partito ultimo, recupera molte posizioni, portandosi al dodicesimo posto dopo dieci giri. Sainz Jr. mantiene il comando su Norris, ma la Ferrari denota subito un calo di prestazioni degli pneumatici. Il britannico della McLaren cerca di attaccare lo spagnolo, ma senza essere capace di effettuare il sorpasso.
Dopo avere fatto riposare le gomme per qualche giro Norris ritenta l'attacco su Sainz Jr., passando al comando al tredicesimo giro. Nel frattempo sia Stroll che Russell hanno già effettuato la loro sosta, passando a coperture di mescola dura. Sainz Jr. effettua il pit stop al quattordicesimo giro. Al ventesimo giro Norris comanda con oltre undici secondi di margine su Ricciardo, dodici e mezzo su Hamilton, e oltre 13 su Pérez. Dopo due giri si ferma Ricciardo, ma soffre per un piccolo problema al cambio gomme, che lo fa rientrare in gara quattordicesimo. Hamilton cambia gli pneumatici al ventiseiesimo giro, passando alle hard, seguito, poco dopo, da Verstappen, che monta medie, che è salito fino al quinto posto, prima della sua sosta.
Il leader del Gran Premio, Norris, passa ai box al ventisettesimo giro. Ora va a condurre la gara Pérez, seguito da Alonso, Leclerc e lo stesso Norris, il quale, al trentatreesimo giro, passa il monegasco. Il ferrarista cede la posizione anche a Hamilton, prima di effettuare il pit stop. Anche in questo caso il cambio gomme non è perfetto: il pilota rientra in gara tredicesimo, alle spalle di Vettel. Dopo le soste di Pérez, il quale anche per lui il cambio gomme risulta particolarmente lento, e Alonso, la classifica si stabilizza. Norris si trova al comando, seguito da Hamilton, Sainz Jr., Ricciardo e Pérez. Alle spalle del messicano c'è Alonso, su cui piomba Verstappen, che però non ha la velocità sufficiente per attaccare il pilota dell'Alpine.
Norris sembra potere rispondere ai tempi di Hamilton, mentre Ricciardo e Pérez ingaggiano un lungo duello. Il messicano è capace di prendere la posizione al quarantaquattresimo giro e, tre giri dopo, con l'arrivo della pioggia, passa anche Sainz Jr., entrando sul podio virtuale. La pioggia sembra, almeno all'inizio, molto debole, tanto che i piloti sono indecisi se passare alle gomme da bagnato intermedio oppure optare per delle gomme slick morbide. L'intensità della pioggia però aumenta, e ciò porta a un vero stravolgimento della classifica, negli ultimi giri, favorendo i piloti che per primi hanno optato per le gomme da bagnato. A quattro giri dal termine Norris decide di proseguire con le gomme da asciutto, a differenza di Hamilton. Il pilota della McLaren non riesce a tenere in pista la sua monoposto, e decide troppo tardi per il cambio gomme. Hamilton si trova così a condurre, seguito da Verstappen, Sainz Jr. e Ricciardo. Negli ultimi giri c'è anche un contatto tra le due Aston Martin, che però possono concludere il Gran Premio.
Hamilton vince la gara, cogliendo la centesima vittoria nel mondiale di Formula 1. Il britannico supera la soglia dei 4 000 punti conquistati in carriera. Il campione del mondo vince con oltre 53 secondi di margine sul secondo, Verstappen. Un margine tra i primi due così ampio non si verificava dal Gran Premio di Gran Bretagna 2008 quando proprio Hamilton vinse con oltre un minuto di margine su Nick Heidfeld. Norris, che chiude settimo, si consola con il giro veloce.
Sono stati tre i tempi cancellati ai piloti per non avere percorso correttamente la curva 2, utilizzando la via di fuga esterna, durante la gara. Si sono visti cancellare il tempo Mick Schumacher, George Russell e Valtteri Bottas.

### Risultati
I risultati del Gran Premio sono i seguenti:
| Pos | Nº | Pilota             | Costruttore               | Giri | Tempo/Ritiro       | Griglia | Punti |
| --- | -- | ------------------ | ------------------------- | ---- | ------------------ | ------- | ----- |
| 1   | 44 | Lewis Hamilton     | Mercedes                  | 53   | 1h30'41"001        | 4       | 25    |
| 2   | 33 | Max Verstappen     | Red Bull Racing-Honda     | 53   | +53"271            | 20      | 18    |
| 3   | 55 | Carlos Sainz Jr.   | Ferrari                   | 53   | +1'02"475          | 2       | 15    |
| 4   | 3  | Daniel Ricciardo   | McLaren-Mercedes          | 53   | +1'05"607          | 5       | 12    |
| 5   | 77 | Valtteri Bottas    | Mercedes                  | 53   | +1'07"533          | 16      | 10    |
| 6   | 14 | Fernando Alonso    | Alpine-Renault            | 53   | +1'21"321          | 6       | 8     |
| 7   | 4  | Lando Norris       | McLaren-Mercedes          | 53   | +1'27"224          | 1       | 7     |
| 8   | 7  | Kimi Räikkönen     | Alfa Romeo Racing-Ferrari | 53   | +1'28"955          | 13      | 4     |
| 9   | 11 | Sergio Pérez       | Red Bull Racing-Honda     | 53   | +1'30"076          | 8       | 2     |
| 10  | 63 | George Russell     | Williams-Mercedes         | 53   | +1'40"551          | 3       | 1     |
| 11  | 18 | Lance Stroll       | Aston Martin-Mercedes     | 53   | +1'56"198          | 7       |       |
| 12  | 5  | Sebastian Vettel   | Aston Martin-Mercedes     | 52   | +1 giro            | 10      |       |
| 13  | 10 | Pierre Gasly       | AlphaTauri-Honda          | 52   | +1 giro            | 11      |       |
| 14  | 31 | Esteban Ocon       | Alpine-Renault            | 52   | +1 giro            | 9       |       |
| 15  | 16 | Charles Leclerc    | Ferrari                   | 52   | +1 giro            | 19      |       |
| 16  | 99 | Antonio Giovinazzi | Alfa Romeo Racing-Ferrari | 52   | +1 giro            | 17      |       |
| 17  | 22 | Yuki Tsunoda       | AlphaTauri-Honda          | 52   | +1 giro            | 12      |       |
| 18  | 9  | Nikita Mazepin     | Haas-Ferrari              | 51   | +2 giri            | 15      |       |
| 19  | 6  | Nicholas Latifi    | Williams-Mercedes         | 47   | Danni da incidente | 18      |       |
| Rit | 47 | Mick Schumacher    | Haas-Ferrari              | 32   | Perdita d'olio     | 14      |       |

Lando Norris riceve un punto addizionale per avere segnato il giro più veloce della gara.

## Classifiche mondiali

### Piloti
| Pos | Pilota             | Punti |
| --- | ------------------ | ----- |
| 1   | Lewis Hamilton     | 246,5 |
| 2   | Max Verstappen     | 244,5 |
| 3   | Valtteri Bottas    | 151   |
| 4   | Lando Norris       | 139   |
| 5   | Sergio Pérez       | 120   |
| 6   | Carlos Sainz Jr.   | 112,5 |
| 7   | Charles Leclerc    | 104   |
| 8   | Daniel Ricciardo   | 95    |
| 9   | Pierre Gasly       | 66    |
| 10  | Fernando Alonso    | 58    |
| 11  | Esteban Ocon       | 45    |
| 12  | Sebastian Vettel   | 35    |
| 13  | Lance Stroll       | 24    |
| 14  | Yuki Tsunoda       | 18    |
| 15  | George Russell     | 16    |
| 16  | Nicholas Latifi    | 7     |
| 17  | Kimi Räikkönen     | 6     |
| 18  | Antonio Giovinazzi | 1     |

### Costruttori
| Pos | Costruttore               | Punti |
| --- | ------------------------- | ----- |
| 1   | Mercedes                  | 397,5 |
| 2   | Red Bull Racing-Honda     | 364,5 |
| 3   | McLaren-Mercedes          | 234   |
| 4   | Ferrari                   | 216,5 |
| 5   | Alpine-Renault            | 103   |
| 6   | AlphaTauri-Honda          | 84    |
| 7   | Aston Martin-Mercedes     | 59    |
| 8   | Williams-Mercedes         | 23    |
| 9   | Alfa Romeo Racing-Ferrari | 7     |

## Decisioni della FIA
Al termine della gara, Lance Stroll, Pierre Gasly e Lando Norris vengono convocati dai commissari sportivi: i primi due a seguito di un contatto alla curva 9, mentre il terzo per non avere seguito le procedure stabilite dalla direzione di gara durante l'entrata ai box. Stroll è penalizzato di dieci secondi sul tempo di gara e di due punti sulla superlicenza. La posizione d'arrivo del canadese non varia. Norris riceve una reprimenda, la prima della stagione.